# Muntz Car Company
Muntz Car Company foi uma fabricante de automóveis com sede nos Estados Unidos. A empresa foi fundada na década de 1950 na cidade de Glendale, na Califórnia, por Earl "Madman" Muntz, um conhecido revendedor local de carros usados e varejista de eletrônicos. Muntz foi auxiliado por Frank Kurtis, que já havia tentado produzir um carro esporte sob a marca Kurtis Kraft (o Kurtis Kraft Sport, que vendeu apenas 36 unidades em 1950).

## História
Em 1951, Kurtis vendeu a licença para fabricar os carros para Muntz, que os rebatizou como "Muntz Jet", estendeu a carroceria para torná-lo um automóvel de 4 lugares e trocou o motor Ford por um Cadillac V8 maior. Mais tarde, esse motor seria substituído por uma válvula lateral Lincoln V8 mais barata.
O carro, um cupê esportivo, foi construído primeiro em Glendale, mas a manufatura logo mudou para uma nova fábrica em Evanston, em Illinois. Ele apresentava seu próprio design exclusivo, com painéis da carroceria de alumínio e um topo removível de fibra de vidro que foram fabricados internamente. Outras peças (como os motores) foram fornecidas por outros fabricantes. Era capaz de atingir 112 mph, uma conquista significativa para um carro de passeio na época. 
Este modelo de carro foi capa da edição de setembro de 1951 da revista automotiva Popular Science (com um Jaguar e um MG).
A empresa conseguiu construir e vender apenas cerca de 400 carros durante 1951–1954 e, devido ao alto custo de fabricação, o próprio Muntz estimou que sua empresa perdeu cerca de US $ 1.000 em cada carro; isso acabou levando-o a fechar a empresa.
Os modelos "Muntz Jets" hoje são considerados peças de colecionador raras e valiosas.

## Galeria

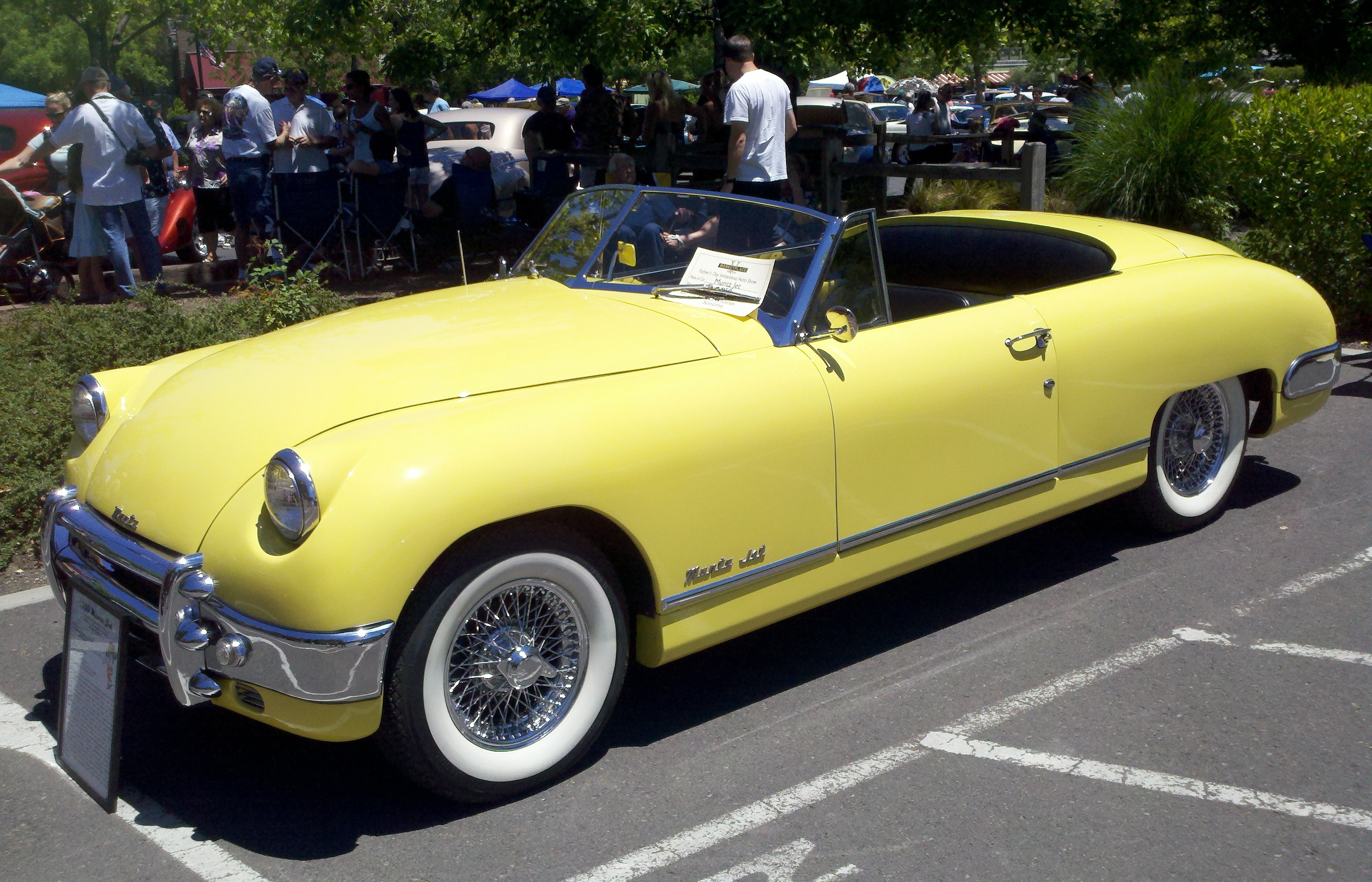
Yellow 1950 Muntz Jet
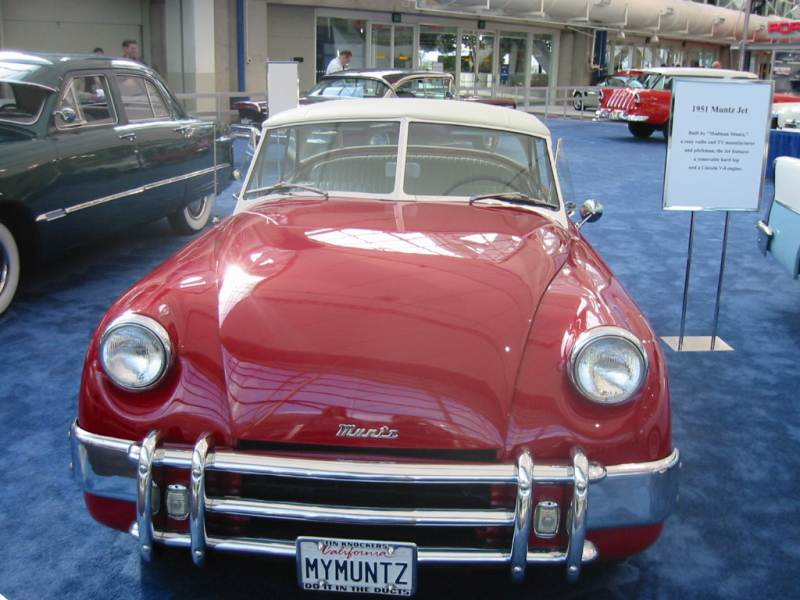
"Mars Red" Muntz Jet
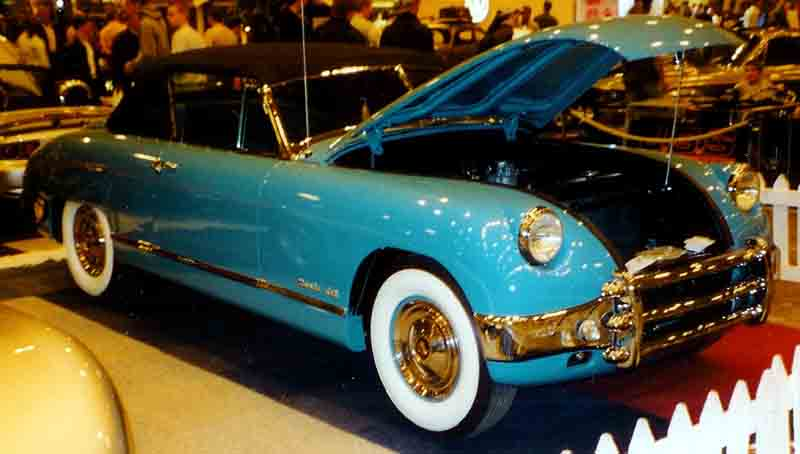
"Stratosphere Blue" Muntz Jet

## Legado
Thomas E. Bonsall credita o modelo Muntz Jet como sendo o primeiro carro pessoal de luxo. Em 2000, o jornalista Jerry Turnquist, do Daily Herald, o chamou de "o primeiro carro esportivo de quatro lugares e alto desempenho da América". É também um exemplo de carro órfão. Depois que a produção do Muntz Jet terminou em 1954, Madman Muntz inventou e fabricou o Muntz Stereo-Pak, um toca-fitas Stereo-Pak de 4 trilhas, o predecessor do toca-fitas de 8 trilhas. Em junho de 2000, a casa de infância de Madman Muntz, em Elgin, celebrou o 50º aniversário do Muntz Jet com um desfile apresentando vários modelos e seus proprietários.